# فاطمة دحمان
فاطمة دحمان (مواليد 10 نوفمبر 1992 في تعز) هي عدائة يمنية. نافست في سباق 100 متر في الألعاب الأولمبية الصيفية 2012.

## روابط خارجية
- فاطمة دحمان على موقع الاتحاد الدولي لألعاب القوى (الإنجليزية)
- فاطمة دحمان على موقع اللجنة الأولمبية الدولية (الإنجليزية)
- فاطمة دحمان على موقع أوليمبيديا (الإنجليزية)